# 神武山公園

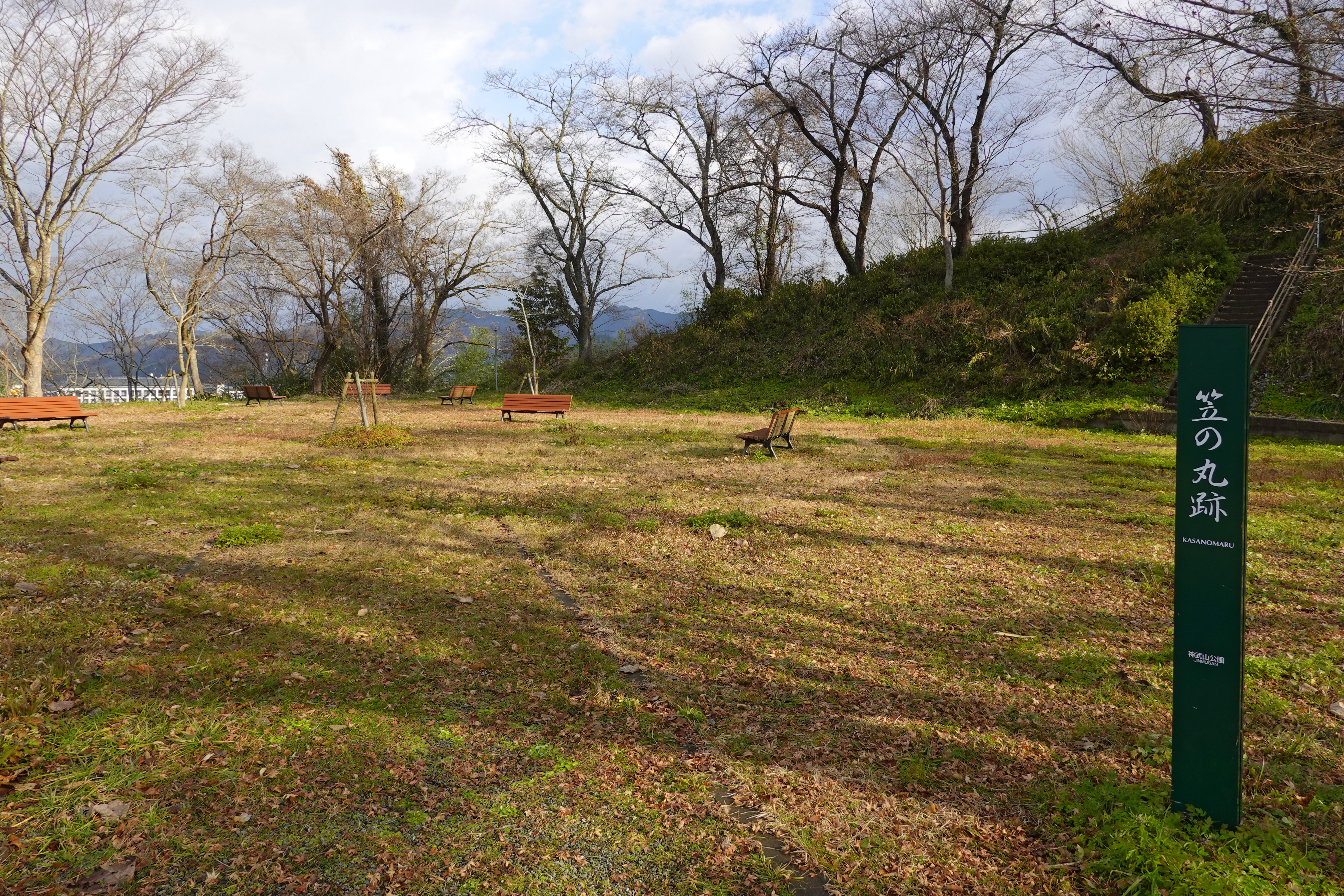
豊岡城笠の丸跡

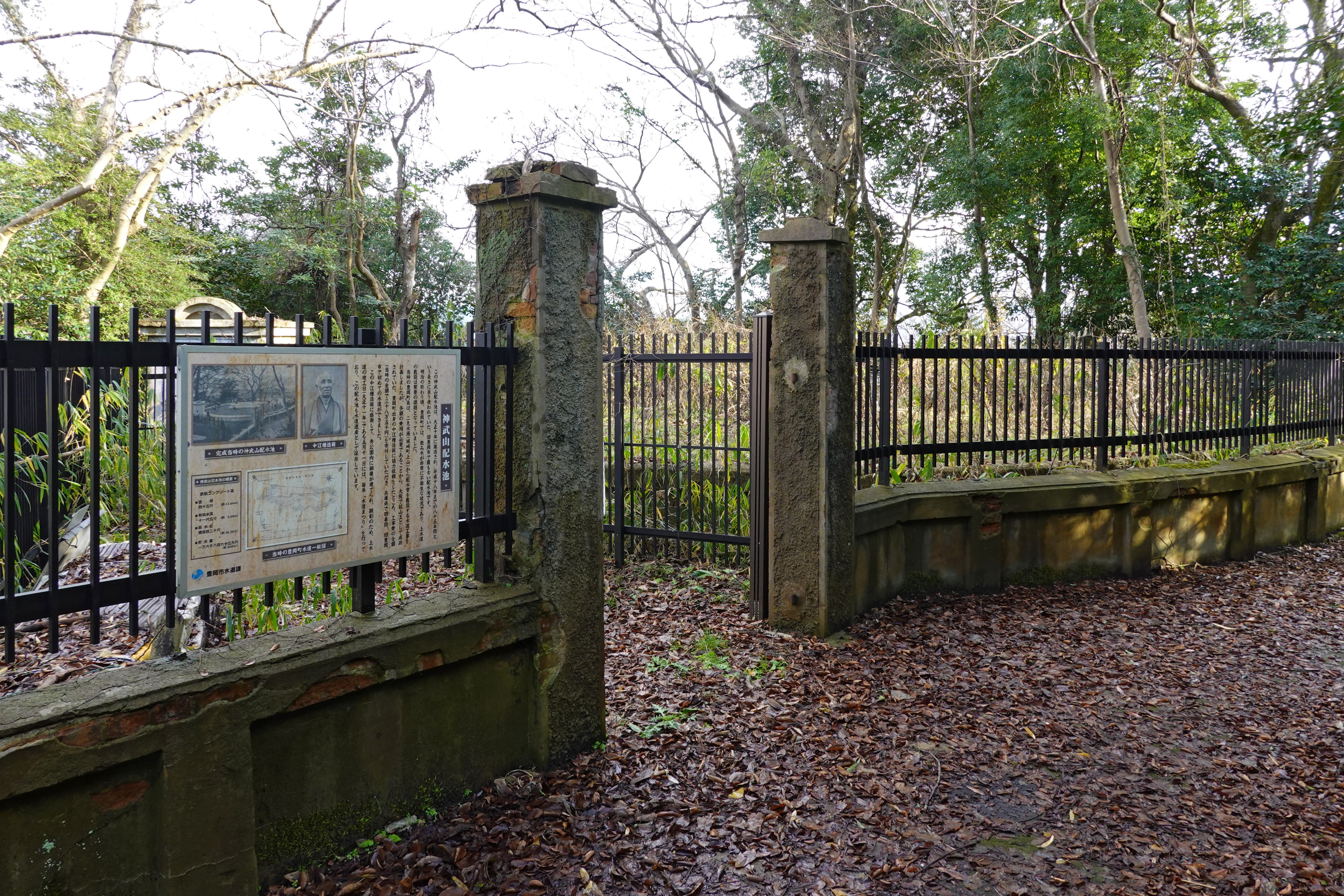
神武山配水池

神武山公園（じんむさんこうえん）は、兵庫県豊岡市京町にある都市公園。

## 概要
豊岡市街地の中心に位置する神武山（標高49m、面積2.7ha）一帯には豊岡城跡、遊歩道、展望台、各種遊具、砂場、公衆トイレ（2ヶ所）などが整備され、頂上の本丸からは市街地を一望する事が出来る。神武山の名は1873年（明治5年）に神武天皇遥拝所が設置されたことに由来する。1580年（天正8年）宮部継潤により豊岡城が建築され、大正時代には上水道配水池が整備された。
現在では約300本のソメイヨシノが植えられ、桜の季節にはボンボリが灯され、多くの花見客で賑わう。
所在地は、兵庫県豊岡市京町12番地。

## 神武山と上水道
豊岡市出身の実業家・中江種造は鉱山事業で得た莫大な利益を豊岡市の上水道建設に出資した。財源が確立すると急速に整備が進み、1922年（大正11年）3月には上水道が完成した。兵庫県下では神戸市、尼崎市、高砂市につぐ四番目の上水道の誕生であり、全国でも49番目に創設する事となった。さらに中江氏は「水道使用料の剰余金から百万円を積み立て、これを町の奨学基金とする」と言う条件を付けた。
1925年（大正14年）3月、町議会は中江種造の功績を称え、寿公園に銅像を建設した。

## 歴史
- 1873年（明治5年） - 神武天皇遥拝所を設置
- 1887年（明治20年） - 神武山東端が開発され、豊田町が生まれる
- 1921年（大正10年）5月27日 - 貯水池の起工式
- 1921年（大正10年）8月21日 - 鉄管布設に着手
- 1921年（大正10年）12月 - 神武山ポンプ場・配水池工事完工
- 1922年（大正11年）1月15日 - 送水管通水試験
- 1922年（大正11年）3月 - 町内へ給水を開始
- 1922年（大正11年）5月11日 - 神武山ポンプ場広場で竣工祭
- 1930年（昭和5年） - 神武山の西側山上に第二貯水池が完成
- 1970年（昭和45年）2月3日 - 都市計画公園（種別・近隣公園）指定

## 周辺情報
- 豊岡市立豊岡小学校
- 兵庫県立豊岡高等学校
- 豊岡市立図書館
- カバンストリート

## 交通アクセス
JR山陰本線・京都丹後鉄道豊岡駅より徒歩15分